# Stanley Cup

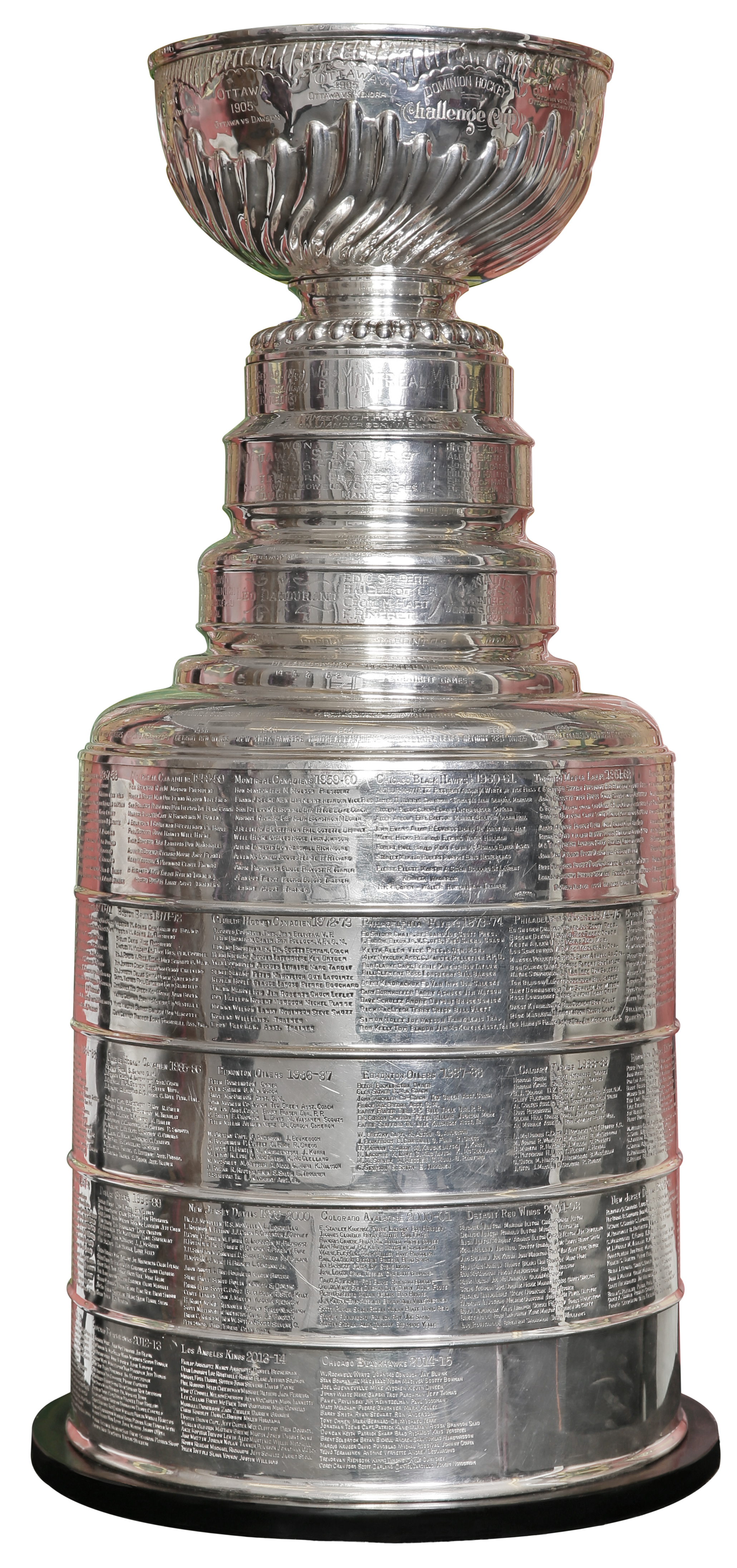
Stanley Cup

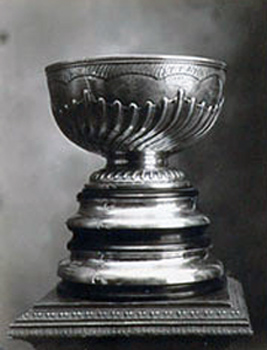
Der Stanley Cup im Jahr 1921, mit den ersten Ringen aus den Jahren 1893 und 1909

Der Stanley Cup (französisch La Coupe Stanley, umgangssprachlich The Cup, Lord Stanley’s Cup, The Holy Grail oder Lord Stanley’s Mug) gilt als die wichtigste Eishockeytrophäe der Welt und wird jährlich dem Play-off-Gewinner der National Hockey League verliehen, die seit 1947 die exklusiven Rechte am Stanley Cup besitzt.
Der Stanley Cup – im englischen Sheffield hergestellt – wurde am 18. März 1892 vom britischen Generalgouverneur von Kanada Frederik Stanley, Baron Stanley of Preston gestiftet, nachdem er ihn vom Londoner Silberschmied GR Collis and Company (heute Boodle und Dunthorne Juweliere) erworben hatte. Das erste Finale um die Trophäe, die anfangs für das beste Amateur-Eishockeyteam Kanadas verliehen wurde, fand am 22. März 1894 statt. Seit 1910 treten professionelle Mannschaften an, um ihn zu gewinnen, und seit der Spielzeit 1926/27 wird der Gewinner des Cups ausschließlich unter den Teams der NHL ermittelt, da die Western Canada Hockey League als einzig verbliebene Konkurrenzliga den Spielbetrieb einstellte. Zweimal wurde der Stanley Cup nicht vergeben, 1919 wegen einer Epidemie der Spanischen Grippe und 2005 wegen des sogenannten Lockout, dem die komplette Spielzeit zum Opfer fiel.
Die Namen der Spieler, die nach den Ligaregularien an mindestens 41 Vorrundenspielen oder an einem Spiel der Finalserie teilgenommen haben müssen, sowie weiterer Verantwortlicher der siegreichen Mannschaft werden auf die Trophäe eingraviert. Der Stanley Cup ist neben dem Grey Cup der Canadian Football League die einzige nordamerikanische Sporttrophäe, auf der Spielernamen eingraviert werden. Jedoch geschieht das bei dem Grey Cup durchgehend erst seit der Spielzeit 1987, während der Stanley Cup seit 1926 durchgehend und bereits 1907 durch die Montreal Wanderers erstmals mit Spielernamen versehen wird. Durch die vielen Namen mussten am Sockel des Pokals weitere Ringe angearbeitet werden. Dies war beim Original nicht möglich, sodass früh eine Kopie hergestellt werden musste. Diese wird heute dem Stanley-Cup-Gewinner überreicht. Außerdem erhalten Spieler und Mitglieder der Siegermannschaft spezielle Stanley-Cup-Ringe, die allerdings von ihrem Franchise bezahlt werden. Seit 1958 besteht der Sockel an der Trophäe aus fünf Ringen, welche Platz für Eintragungen für jeweils 13 Jahre bieten. Wenn einer der Ringe vollständig beschriftet ist, wird der älteste der Ringe abgenommen und in der Hockey Hall of Fame ausgestellt und durch einen neuen unbeschrifteten Ring ersetzt, sodass der älteste Eintrag höchstens 64 Jahre in dem Sockel bleibt. Letztmals wurde im Jahr 2018 ein Ring ausgetauscht und somit der Ring mit den Gravuren der Jahre 1954 bis 1965 abgenommen. Der nächste Ringtausch ist für das Jahr 2031 vorgesehen.

## Geschichte des Stanley Cups

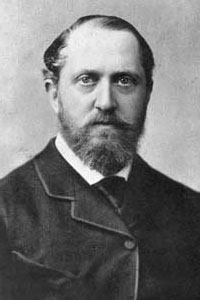
Frederick Arthur Stanley, 16. Earl of Derby

Die Geschichte des Stanley Cups begann im Jahr 1892, als Frederik Stanley, Baron Stanley of Preston, der zu dieser Zeit als sechster Generalgouverneur von Kanada diente, einen 18,5 cm hohen und 29 cm breiten silbernen Pokal spendete, welcher der erste offizielle Stanley Cup war und zunächst den Namen Dominion-Hockey-Challenge-Cup trug, den Lord Stanley auch auf eine Seite des äußeren Randes gravieren ließ, während auf der anderen Seite From Stanley of Preston steht.
Frederick Arthur Stanley bezahlte für den Pokal, welcher heute 75.000 US-Dollar wert ist, zehn Guineas, was ungefähr 50 US-Dollar entsprach und inflationsbedingt heute 1.186 US-Dollar entspräche. Diesen übergab er zunächst an Lord Kilcoursie, einem Spieler der Ottawa Rebels, welcher die Trophäe treuhänderisch während eines Banketts der Ottawa Amateur Athletic Association an die angesehenen Bürger Ottawas, Sheriff John Sweetland und Philip D. Ross mit folgender Nachricht Lord Stanleys übergab:

I have for some time been thinking that it would be a good thing if there were a challenge cup which should be held from year to year by the champion hockey team in the Dominion (of Canada). There does not appear to be any such outward sign of a championship at present, and considering the general interest which matches now elicit, and the importance of having the game played fairly and under rules generally recognized, I am willing to give a cup which shall be held from year to year by the winning team.

„Ich habe schon öfters darüber nachgedacht, dass es wohl eine gute Sache wäre, wenn es jedes Jahr einen Pokal für das beste Eishockeyteam Kanadas gäbe. Momentan gibt es kein äußerliches Symbol des Sieges für den Gewinner der Meisterschaft und ich habe in Erwägung gezogen etwas Passendes zu vergeben, ebenso ist es wichtig, dass das Spiel fair und mit festgelegten Regeln gespielt wird. Ich bin bereit einen Pokal zu stiften, welcher jedes Jahr an die Siegermannschaft übergeben wird.“

Lord Stanley verfügte folgende Regeln für den jährlichen Wettbewerb:
Der Sieger muss den Pokal in einwandfreiem Zustand zurückgeben, notfalls über die Treuhänder, damit er der Mannschaft, welche ihn gewonnen hat, überreicht werden kann. Weiterhin verfügte er, dass die Namen des Franchises, der Spieler und das Siegesjahr von jeder Gewinnermannschaft auf einen silbernen Ring eingraviert wird, welcher am Pokal zu befestigen ist, sowie dass es sich bei der Trophäe um einen Wanderpokal handelt, der unabhängig von der Sieganzahl keiner Mannschaft gehört, und dass die Treuhänder jederzeit die volle Verfügungsbefugnis über den Pokal besitzen.
Des Weiteren legten die Treuhänder fest, dass es sich bei den um die Trophäe spielenden Teams um Senioren-Mannschaften handeln muss, dass die Einnahmen aus den Eintrittsgeldern zwischen beiden Finalisten je zur Hälfte geteilt wird, und die Finalspiele jeweils im Stadion des Titelverteidigers ausgetragen werden. Außerdem durfte nur einmal ein Teilnehmer derselben Liga während einer Spielzeit um den Pokal spielen.
Erster Stanley-Cup-Sieger wurde am 17. März 1893 der Meister der kanadischen Amateurhockeyvereinigung, die Mannschaft der Montréal Amateur Athletic Association. Bei diesem Titelgewinn gab es allerdings keinen Herausforderer. Frederik Arthur Stanleys Amtszeit als Generalgouverneur von Kanada endete am 15. Juli 1893, sodass er bei dem ersten richtigen Finale um den von ihm gestifteten Cup am 22. März 1894 bereits wieder im Vereinigten Königreich weilte. In dem Finale verteidigte die Montréal Amateur Athletic Association den Stanley Cup mit jeweils einem 1:0-Sieg gegen die Montréal Victorias und die Ottawa Capitals.

### Dominion-Hockey-Challenge-Cup-Ära (1893–1910)

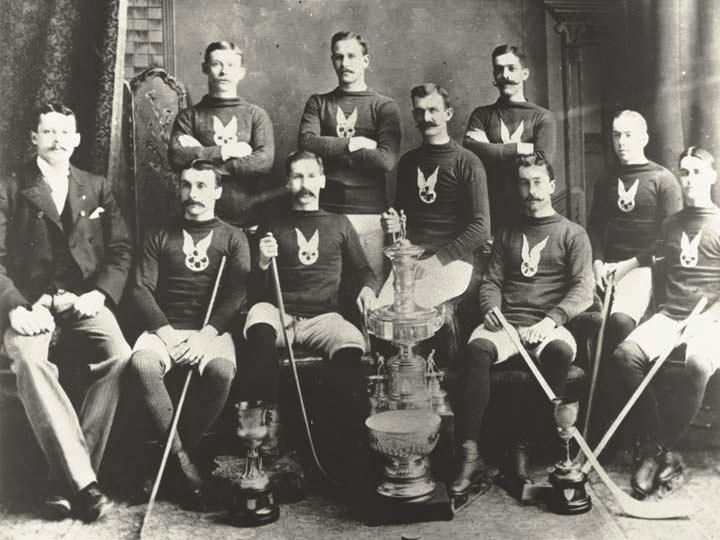
Montréal Hockey Club, der erste Sieger des Stanley Cups (1893)

Zu Beginn der Challenge-Cup-Ära gab es bei den um die Trophäe spielenden Ligen noch kein geregeltes Play-off-System zur Ermittlung der jeweiligen Meister. Sieger wurde die Mannschaft, welche nach der regulären Saison den ersten Platz innehatte. 1894 kam es dann in der Amateur Hockey Association of Canada dazu, dass vier der fünf teilnehmenden Mannschaften am Saisonende Punktgleich waren und somit kein Meister ermittelt werden konnte. Nach umfangreichen Verhandlungen entschied die Liga, dass in einem Turnier mit drei Mannschaften, der Québec Hockey Club verzichtete auf eine Teilnahme, der Meister ausgespielt werden sollte. Das Turnier fand in Montréal statt und der Ottawa Hockey Club war als einziges Auswärtsteam automatisch für das Finale gesetzt. Am 17. März 1894 fand dann das erste Play-off-Spiel um den Stanley Cup statt, welches der Montreal Hockey Club mit 3:2 gegen die Montreal Victorias gewann. Fünf Tage später wurde das erste Finalspiel um den Pokal ausgetragen, in dem der Montreal Hockey Club 3:1 gegen Ottawa die Oberhand behielt.
Umstritten war die Cup-Vergabe im Jahre 1895, da die Queen’s Universität erster offizieller Herausforderer um die Trophäe gewesen wäre, die Montreal Victorias aber die Meisterschaft und somit den Stanley Cup gewonnen hätten. Der Herausforderer musste nach den Vorgaben Lord Stanleys aber gegen den amtierenden Cupsieger, also den Montreal Hockey Club antreten. Die Treuhänder beschlossen nun, dass den Montreal Victorias die Trophäe zugesprochen wird, falls der Montreal Hockey Club das Spiel gegen die herausfordernde Universitätsmannschaft gewinnen sollte. Der Titelverteidiger entschied die Partie 5:1 für sich und somit erhielt deren Stadtrivale, die Victorias den Stanley Cup.
Im Folgejahr konnte mit den Winnipeg Victorias aus der Manitoba Hockey League erstmals eine Mannschaft den Pokal gewinnen, die nicht der Amateur Hockey Association of Canada angehörte, als sie am 16. Februar 1896 den Titelverteidiger mit 2:0 besiegten.
Mit dem wachsenden Prestige, den ein Challenge-Cup-Gewinn mit sich brachte, wuchs auch die Notwendigkeit der Professionalisierung der Mannschaften, und so beantragten die Montreal Wanderers im März 1906 auf der Jahreshauptversammlung der Eastern Canada Amateur Hockey Association (ECAHA), die Liga neben Amateuren auch für professionelle Spieler zu öffnen, was in Absprache mit den Cup Treuhändern auch gestattet wurde.
Der kleinste Ort, der jemals eine Stanley Cup Mannschaft beheimatete, ist Kenora aus Ontario. Die Gemeinde hatte zur Zeit des Stanley-Cup-Sieges der Kenora Thistles im Jahre 1907 etwa 4.000 Einwohner, als sie u. a. mit Art Ross die Montreal Wanderers in zwei Spielen besiegten. Die Thistles konnten die Trophäe einmal verteidigen, bevor sie im März 1907 von den Wanderers besiegt wurden.
Im Jahre 1908 wurde von Sir H. Montagu Allan der Allan Cup gestiftet, der den Stanley Cup als Trophäe für das beste Amateur-Eishockeyteam Kanadas ablöste. Seither wird der Stanley Cup an Professionelle Mannschaften vergeben. Die erste Vollprofi-Mannschaft die den Pokal gewinnen konnten, war 1908 die Toronto Trolley Leaguers aus der Ontario Professional Hockey League. Ein Jahr später verließen mit dem Montreal Hockey Club und den Montreal Victorias die letzten beiden Amateurmannschaften die ECAHA, welche daraufhin in eine Profiliga umgewandelt wurde.
| Saison    | Challenge-Cup-Sieger        | Weitere Meister während der Saison |
| --------- | --------------------------- | ---------------------------------- |
| 1893/94   | Montreal Hockey Club (AHAC) |                                    |
| 1894/95   | Montreal Victorias (AHAC)   | Montreal Hockey Club (AHAC)        |
| 1895/96   | Winnipeg Victorias (MHL)    |                                    |
| 1896/97   | Montreal Victorias (AHAC)   |                                    |
| 1897/98   | Montreal Victorias (AHAC)   |                                    |
| 1898/99   | Montreal Shamrocks (CAHL)   | Montreal Victorias (CAHL)          |
| 1899/1900 | Montreal Shamrocks (CAHL)   |                                    |
| 1900/01   | Winnipeg Victorias (MHL)    |                                    |
| 1901/02   | Montreal Hockey Club (CAHL) | Winnipeg Victorias (MHL)           |
| 1902/03   | Ottawa Senators (CAHL)      | Montreal Hockey Club (CAHL)        |
| 1903/04   | Ottawa Senators             |                                    |
| 1904/05   | Ottawa Senators             |                                    |
| 1905/06   | Montreal Wanderers (ECAHA)  | Ottawa Senators (ECAHA)            |
| 1906/07   | Montreal Wanderers (ECAHA)  | Kenora Thistles (MHL)              |
| 1907/08   | Montreal Wanderers (ECAHA)  |                                    |
| 1908/09   | Ottawa Senators (ECAHA)     | Montreal Wanderers (ECAHA)         |
| 1909/10   | Montreal Wanderers (NHA)    | Ottawa Senators (NHA)              |

### Professionelle Mannschaften spielen um den Stanley Cup (1910–1927)
Im Jahr 1910 wurde die National Hockey Association (NHA) gegründet, die sich schnell zur besten Liga Kanadas entwickelte und in den nächsten vier Jahren jeweils den Cupsieger stellte. Bisher war es möglich, dass es mehrmals im Jahr Herausforderungen um den Stanley Cup und somit auch mehrere Cup-Sieger während eines Jahres gab. Diese Möglichkeit wurde 1912 von den Treuhändern abgeschafft, als sie bestimmten, dass ausschließlich im Anschluss einer regulären Saison um die Trophäe gespielt wird. 1915 einigten sich die Profiligen National Hockey Association (NHA) und die Pacific Coast Hockey Association (PCHA), dass ihre jeweiligen Meister, ähnlich der World Series im Baseball, gegeneinander ein Finale um den Stanley Cup spielen. 1915 einigten sich die NHA und die PCHA auf ein neues Play-off-Format, wo entschieden wurde, dass es eine jährliche Rotation der Finalserie gab. Das Finale wurde nun einmal im Osten Kanadas (NHA) nach NHA Regeln und im folgenden Jahr im Westen (PCHA) nach PCHA Regularien ausgetragen. Dies geschah auch, um die Bedeutung der Trophäe durch die beiden besten Profiligen zu stärken, nachdem der Allan Cup als wichtigste Trophäe an den Amateurmeister vergeben worden war. Die Vancouver Millionaires (PCHL) gewannen den ersten offiziellen Vergleich mit der NHA in der Best-of-Five-Serie mit 3:0-Siegen gegen die Ottawa Senators. Bereits im Jahr 1914 trat mit den Portland Rosebuds (PCHA) die erste US-amerikanische Mannschaft im Finale um den Stanley Cup an. Daraufhin wurde von den Treuhändern eine Erklärung veröffentlicht, dass sich die Stanley-Cup-Vergabe fortan nicht mehr ausschließlich auf die beste kanadische Profimannschaft beschränkt. Drei Jahre später wurden die Seattle Metropolitans mit 3:1-Siegen gegen die Montréal Canadiens das erste US-amerikanische Team, das den Stanley-Cup gewinnen konnte. Zwei Jahre später trat das Team im Finale erneut gegen die Canadiens an, allerdings wurde die Serie bei einem Stand von 2:2 abgebrochen, da mehrere Spieler des kanadischen Teams an der spanischen Grippe erkrankten, an dessen Folge Joe Hall am 5. April verstarb. Der Stanley Cup wurde in diesem Jahr erstmals nicht vergeben. Das Play-off-Format wurde 1922 verändert, nachdem mit der Western Canada Hockey League (WCHL) eine weitere Profiliga um den Stanley Cup hatte spielen können. Bereits nach drei Spielzeiten fusionierte die WCHL allerdings mit der PCHA. Nach einer Reihe weiterer Ligafusionen- und Umbenennungen wurde die PCHA nach der Saison 1925/26 aufgelöst und die NHA, die sich seit 1917 National Hockey League nennt, spielt seither den Cupsieger unter seinen Teams aus.
Mit den Victoria Cougars gewann in der Spielzeit 1924/25 letztmals eine Mannschaft außerhalb der NHL den Stanley Cup. Gleichzeitig waren sie somit seit Gründung der NHL im Jahre 1917 das einzige Stanley-Cup-Siegerteam, das nicht der NHL angehörte.

## Stanley-Cup-Sieger
Die Montréal Canadiens sind mit bisher 24 Stanley-Cup-Siegen – 23 davon seit Zugehörigkeit zur NHL – erfolgreichste Mannschaft. Des Weiteren standen sie neun weitere Male im Finale um den Stanley Cup, in denen sie jedoch als Verlierer vom Eis gingen. Bei den Feldspielern gewann Henri Richard mit elf Titeln – alle mit Montréal – die meisten. Ken Dryden und Jacques Plante sind mit sechs Trophäen die erfolgreichsten Torhüter; auch sie gewannen die Meisterschaften alle mit den Canadiens. Scotty Bowman gewann als Trainer neun Pokale, mehr als jeder andere. Der Name von Jean Béliveau ist am häufigsten auf dem Cup verewigt. Er gewann die Trophäe zehnmal als Spieler und siebenmal als Manager.
Seit der Spielzeit 1914/15 wurde die Trophäe 97-mal von 18 verschiedenen aktiven sowie fünf inaktiven National-Hockey-League-Franchises gewonnen. Zuvor erlangten neun verschiedene Mannschaften den Pokal unter dem früheren Namen Dominion-Hockey-Challenge-Cup. Seitdem seit 1927 de facto ausschließlich Teams der NHL um den Stanley Cup spielen, gewannen ihn bis 2012 jeweils 42-mal kanadische und US-amerikanische Franchises. Von den aktuellen NHL-Teams standen Columbus, Minnesota, Utah, Winnipeg und Seattle noch nie im Finale um den Cup. Fünf weitere – Buffalo, Ottawa, Vancouver, Nashville und San Jose – standen mindestens einmal im Stanley-Cup-Finale, aus dem sie jedoch als Verlierer hervorgingen.
Der Oberste Gerichtshof in Ottawa entschied im Jahre 2006, dass die seit 1947 durch die Treuhänder P. D. Ross und Cooper Smeaton de facto exklusiv Rechte am Stanley Cup an die NHL gegen die von Frederick Arthur Stanley aufgestellten Bestimmungen verstoßen. Daraufhin beschloss die NHL, dass auch Mannschaften aus anderen Eishockeyligen um die Trophäe spielen dürfen, falls zukünftig einmal ein Spielbetrieb der NHL wie im Falle des Lockouts in der Saison 2004/05 nicht stattfinden sollte. 2006 Jahr gab es bereits eine Petition von Eishockeyfans an die Treuhänder, mit dem Wunsch, zu dem ursprünglichen „Challenge-Cup-Format“ zurückzukehren. Abgelehnt wurde hingegen der Vorschlag von der kanadischen Generalgouverneurin Adrienne Clarkson, den Cup während der Lockout-Saison an die beste Damenmannschaft zu vergeben, da diese ihre Saison bestritten. Da diese Idee nicht verwirklicht wurde, stiftete sie als Pendant zum Stanley Cup als Meisterschaftstrophäe der Canadian Women’s Hockey League den Clarkson Cup.
| Platz | Team                 | Siege | Finalniederlagen | Finalteilnahmen | erster Titel | letzter Titel |
| ----- | -------------------- | ----- | ---------------- | --------------- | ------------ | ------------- |
| 1.    | Montréal Canadiens   | 24    | 10               | 34              | 1916         | 1993          |
| 2.    | Toronto Maple Leafs  | 13    | 8                | 21              | 1918         | 1967          |
| 3.    | Detroit Red Wings    | 11    | 13               | 24              | 1936         | 2008          |
| 4.    | Boston Bruins        | 6     | 13               | 19              | 1929         | 2011          |
| 5.    | Chicago Blackhawks   | 6     | 7                | 13              | 1934         | 2015          |
| 6.    | Edmonton Oilers      | 5     | 3                | 8               | 1984         | 1990          |
| 7.    | Pittsburgh Penguins  | 5     | 1                | 6               | 1991         | 2017          |
| 8.    | New York Rangers     | 4     | 6                | 10              | 1928         | 1994          |
| 9.    | New York Islanders   | 4     | 1                | 5               | 1980         | 1983          |
| 9.    | Ottawa Senators      | 4     | 1                | 5               | 1920         | 1927          |
| 11.   | New Jersey Devils    | 3     | 2                | 5               | 1995         | 2003          |
| 11.   | Tampa Bay Lightning  | 3     | 2                | 5               | 2004         | 2021          |
| 13.   | Colorado Avalanche   | 3     | 0                | 3               | 1996         | 2022          |
| 14.   | Philadelphia Flyers  | 2     | 6                | 8               | 1974         | 1975          |
| 15.   | Florida Panthers     | 2     | 2                | 4               | 2024         | 2025          |
| 15.   | Los Angeles Kings    | 2     | 1                | 3               | 2012         | 2014          |
| 15.   | Montreal Maroons     | 2     | 1                | 3               | 1926         | 1935          |
| 18.   | St. Louis Blues      | 1     | 3                | 4               | 2019         | 2019          |
| 19.   | Calgary Flames       | 1     | 2                | 3               | 1989         | 1989          |
| 19.   | Dallas Stars         | 1     | 2                | 3               | 1999         | 1999          |
| 21    | Anaheim Ducks        | 1     | 1                | 2               | 2007         | 2007          |
| 21    | Carolina Hurricanes  | 1     | 1                | 2               | 2006         | 2006          |
| 21    | Vegas Golden Knights | 1     | 1                | 2               | 2023         | 2023          |
| 21    | Washington Capitals  | 1     | 1                | 2               | 2018         | 2018          |

## Versionen des Stanley Cups

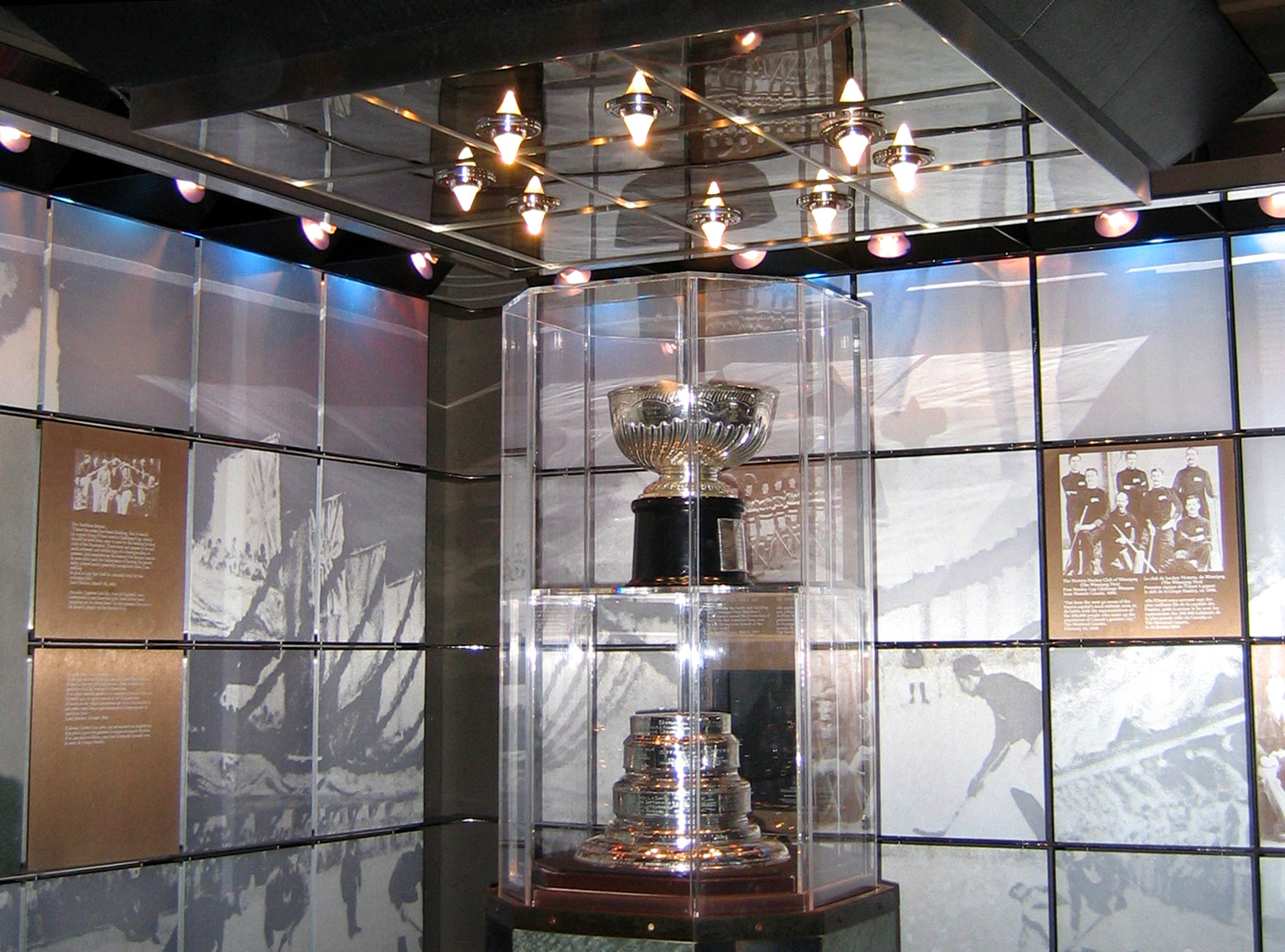
Der originale Stanley Cup in der Hockey Hall of Fame

Derzeit gibt es drei offizielle Versionen des Stanley Cups – die ursprüngliche Trophäe („Original Stanley Cup“), eine authentische Version („Presentation Cup“) sowie eine Kopie („Replica Cup“). Die authentische Version wurde 1963 in Montreal von dem Silberschmied Carl Petersen gefertigt, nachdem NHL-Präsident Clarence Campbell ein Duplikat von dem Cup gefordert hatte, da der ursprüngliche Pokal zu dünn und zerbrechlich war. Diese Version der Trophäe wurde im Geheimen hergestellt und ihre Existenz erst drei Jahre später bekanntgegeben. Der „Presentation Cup“ wird durch das Siegel der Hockey Hall of Fame auf der Unterseite authentifiziert, das man sehen kann, wenn ihn die Cup-Sieger nach dem Finale in der Siegerpose über den Köpfen halten. Seit 1969 wird der „Original Stanley Cup“ nicht mehr vergeben und ist seither in einer Vitrine mit Sicherheitsglas in der Hockey Hall of Fame in Toronto ausgestellt und wird seitdem durch die authentische Version ersetzt. Die originale Trophäe wurde 111-mal an 30 verschiedene Mannschaften aus 13 Städten vergeben, 1917 mit den Seattle Metropolitans erstmals an ein Team aus den Vereinigten Staaten und 1969 letztmals an den Rekordsieger Montréal Canadiens.
Der „Replica Cup“, wurde 1993 in Montreal von dem Silberschmied Louise St. Jacques hergestellt, damit er in der Hockey Hall of Fame ausgestellt werden kann, falls der „Presentation Cup“, der normalerweise dort zu besichtigen ist, auf Reisen ist. Dies ist beispielsweise der Fall, wenn der Pokal zum Stanley-Cup-Finale an die siegreiche Mannschaft ausgegeben wird oder ihn die Spieler des Cupsiegers jeweils für einen Tag behalten dürfen. Die authentische Version ist durchschnittlich an 250 Tagen im Jahr unterwegs.
Es gibt nur sehr wenige Unterschiede zwischen der authentischen Version und der Replica-Version. Die leichteste Möglichkeit um eine Version von den anderen zu unterscheiden, ist die Gravur des Cup-Siegers von 1984, den Edmonton Oilers. In der authentischen Version ist Basil Pocklingtons Name mit 16 „X“ übergraviert, während sein Name auf dem „Replica Cup“ völlig fehlt.
Heute wiegt der Stanley Cup rund 20 Kilogramm und ist 90 Zentimeter hoch.

## Traditionen und Anekdoten

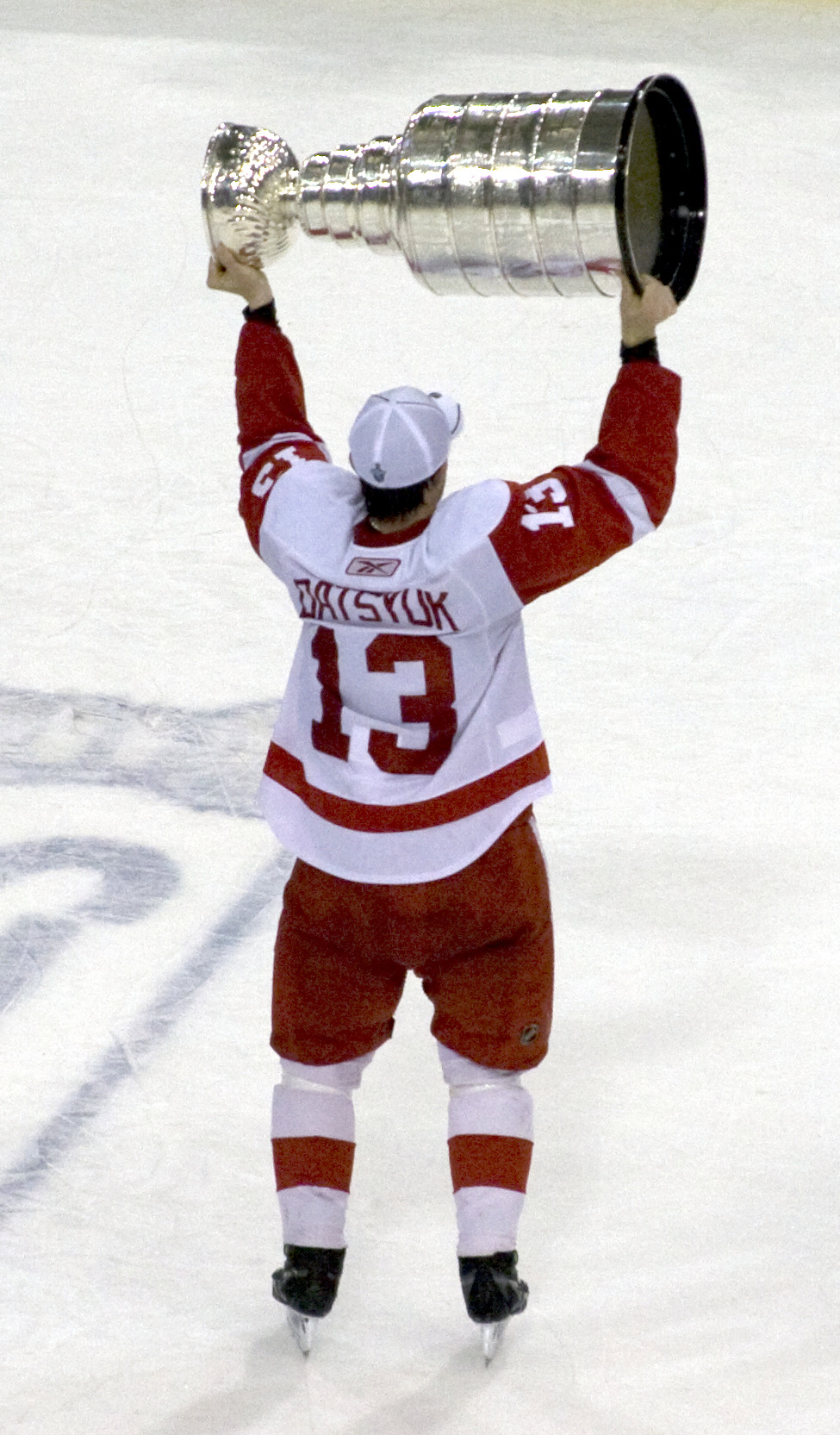
Übliche Siegerpose nach dem Gewinn des Pokals, hier Pawel Dazjuk

Eine der ältesten Traditionen ist das Trinken von Champagner aus der Schale am Kopfende des Pokals. Als erste Mannschaft taten dies die Winnipeg Victorias 1896. Eine weitere Tradition ist die Übergabe des Cups an den Mannschaftskapitän der Siegermannschaft. Diese Praxis besteht seit den 1950er-Jahren, da zuvor der Pokal nicht immer direkt nach dem Spiel überreicht wurde, obwohl dies bereits 1932 erstmals bei den Toronto Maple Leafs gemacht wurde. Auch die Siegerpose mit dem Cup über dem Kopf ist ein gewohntes Ritual, welches von den Cupsiegern zelebriert wird. Jeder Spieler läuft eine Runde mit der Trophäe über dem Kopf auf dem Eis die Bande entlang. Den Anfang macht in der Regel der Mannschaftskapitän, gefolgt von den übrigen Spielern. Ted Lindsay war 1950 der erste Mannschaftskapitän, der den Pokal in dieser Pose mit dem Pokal eine Runde über das Eis trug, nach eigener Aussage, damit die Fans die Trophäe besser sehen können. Bei dem Cupgewinn der Colorado Avalanche 2001 überließ Kapitän Joe Sakic seinem Mannschaftskollegen Ray Bourque als „nette Geste“ das Privileg der ersten Runde mit dem Pokal, da Bourque, der zuvor 21 Spielzeiten ohne Stanley-Cup-Sieg ausschließlich bei den Boston Bruins spielend, seine Karriere nach dem Erfolg mit Colorado beendete. 1998 war es Steve Yzerman, der als Mannschaftskapitän der Detroit Red Wings zunächst den Pokal an seinen Teamkollegen Wladimir Konstantinow übergeben ließ, welcher ein Jahr zuvor schwerste Verletzungen bei einem Verkehrsunfall erlitten hatte und zu der Siegerehrung aufs Eis gefahren wurde.
Eine weit verbreitete Tradition, die allerdings mehr auf Aberglaube beruht, ist die Tatsache, dass kein Spieler den Cup berühren soll, bevor er ihn mit seinem Team gewonnen hat, da ein vorzeitiges Berühren Unglück bringt. Auch verzichten viele Spieler darauf, die Conference-Trophäen Clarence S. Campbell Bowl bzw. die Prince of Wales Trophy zu berühren oder hochzuheben, da sie nur den Stanley Cup als die wahre Meisterschaftstrophäe ansehen und auch hier das Berühren als schlechtes Omen für das spätere Stanley-Cup-Finale gilt. Es gab immer wieder Mannschaften oder Spieler, welche die Conference-Siegerpokale anfassten und anschließend das Stanley-Cup-Finale verloren, wie z. B. 2002 die Carolina Hurricanes als Eastern-Conference-Gewinner das spätere Finale gegen die Detroit Red Wings mit vier zu eins Siegen. Ebenso unterlagen die Calgary Flames den Tampa Bay Lightning in der Finalserie 2004, nachdem Calgarys Jarome Iginla sich den Clarence S. Campbell Bowl geschnappt hatte, während sich die Lightning weigerten, die Prince of Wales Trophy entgegenzunehmen. Auch die Ottawa Senators konnten 2007 ihre Endspiele um den Stanley Cup gegen die Anaheim Ducks nicht gewinnen, nachdem mit Daniel Alfredsson und Wade Redden gleich zwei Spieler der Senators den Conference-Pokal hochgehoben hatten, Ducks-Kapitän Scott Niedermayer indes nicht in die Nähe des Campbell Bowls kam. Entgegen der Vorstellung, beim Berühren der Conference-Pokale den Stanley Cup nicht gewinnen zu können, klopfte Stéphane Matteau von den New York Rangers 1994 vor der Verlängerung des letzten Spiels im Eastern-Conference-Finale mit der Kelle seines Schlägers gegen die Prince of Wales Trophy und schoss anschließend den Siegtreffer gegen die New Jersey Devils. Rangers Kapitän Mark Messier nahm die Conference-Trophäe anschließend entgegen und dennoch gewann New York auch das Stanley-Cup-Finale gegen die Vancouver Canucks. Jedoch nahm auch der Canucks-Spielführer Trevor Linden den Campbell Bowl vor der Finalserie entgegen.
Die Siegermannschaft darf den Stanley Cup 100 Tage lang behalten, um ihn auf der Siegesparade zu präsentieren oder bei Sponsoring-Terminen zu verwenden. Seit 1994 gibt es zudem die Tradition, bei der jeder einzelne Spieler der Siegermannschaft den Pokal für einen Tag für private Zwecke behalten darf, wobei immer mindestens einer von fünf „Hütern des Cups“ (“Keeper of the Cup”) – Philip „Phil“ Pritchard, Mike Bolt, Howie Borrow, Walt Neubrand oder Craig Campbell –, ein Angestellter der Hockey Hall of Fame anwesend ist, der den Cup stets mit weißen Samthandschuhen berührt. Jedoch darf der Stanley Cup von den Spielern nicht in Spielkasinos oder in Striplokale mitgenommen werden. Zwei Spieler, Clark Gillies der New York Islanders und Sean O’Donnell von den Anaheim Ducks, ließen ihre Hunde aus dem Cup essen, und Spieler der New York Rangers ließen ein Pferd, Kentucky-Derby-Sieger „Go for Gin“, aus der Trophäe fressen.
Auch als Frühstücksschüssel wurde die Trophäe schon benutzt, sie besuchte die US-Präsidenten Ronald Reagan, George H. W. Bush, Bill Clinton, George W. Bush und Barack Obama im Weißen Haus, den Moskauer Kreml mit Igor Larionow nach der Spielzeit 2001/02 und das Parlament von Kanada (zuletzt mit den Montréal Canadiens 1993), sowie das Kennedy Space Center. Der Stanley Cup hat auch schon eine Achterbahnfahrt hinter sich und wurde von Teemu Selänne in Finnland mit in eine Sauna genommen. Im Kino durften die Kinder von Martin Brodeur Popcorn aus dem Pokal essen und der Nachwuchs von Dustin Brown trank 2012 Schokomilch aus dem „Meisterbecher“. Sylvain Lefebvre verwendete den Cup 1996 als Taufbecken für seine Tochter, Ruslan Fedotenko fuhr mit ihm Go-Kart und er lag schon auf dem Grund von Mario Lemieux’ und Patrick Roys Schwimmbad, wo Montréals Kapitän Guy Carbonneau feststellte, dass der Stanley Cup nicht schwimmen kann.
Nachdem die Ottawa Silver Seven den Pokal 1905 gewonnen hatten, schossen sie ihn nach einer durchzechten Nacht auf den zugefrorenen Rideau Canal und gingen fröhlich nach Hause. Erst am nächsten Morgen bargen sie ihn in nüchternem Kopf aus dem Kanal. Die Montreal Wanderers hatten die Trophäe 1907 in der Wohnung eines Lichtbildners vergessen, welcher den Gewinn dokumentierte. Die Mutter des Fotografen nutzte den Cup daraufhin einige Monate als Blumentopf für ihre Geranien, ehe er von den Wanderers später ausgelöst wurde. 1924 haben die Montréal Canadiens den Stanley Cup versehentlich auf einer Schneebank am Straßenrand stehen gelassen, als sie auf dem Weg zu einer Siegesfeier bei Teambesitzer Léo Dandurand eine Reifenpanne erlitten. Die Trophäe befand sich im Kofferraum des Fahrzeuges und musste ausgeräumt werden, um an den Reservereifen zu kommen. Erst als die Mannschaft den Siegerchampagner aus dem Cup trinken wollten, bemerkten sie, dass sie ihn beim Reifenwechsel vergessen hatten und waren froh, dass sie ihn an besagter Stelle unversehrt wiederfanden. Den Toronto Maple Leafs fiel der Pokal 1962 bei ihrer Siegesparty in ein Lagerfeuer, wobei er schwer beschädigt wurde und auf Kosten des Teams repariert werden musste. Die Tampa Bay Lightning feierten ihre Titelverteidigung 2021 mit einer Bootsparade, bei der die Trophäe eine massive Delle davontrug.
Bevor der Stanley Cup seine Wächter bekam, war er bereits mehrfach Diebstahlsopfer, bzw. kurz davor entwendet zu werden. Während der Play-offs 1962 wurde der Cup während des Conference-Finales im Chicago Stadium ausgestellt und dort von einem Fan der Montréal Canadiens mitgenommen, nachdem diese das entscheidende Spiel gegen die Black Hawks verloren hatten. Kurz vor dem Verlassen des Stadions wurde er jedoch von einem Polizisten entdeckt und an der Tatvollendung gehindert. Der Fan gab an, den Cup mit nach Montreal nehmen zu wollen, wo er seiner Meinung nach hingehöre. 1977 entging die Trophäe nur knapp einem Raubüberfall in der Hockey Hall of Fame in Toronto. Ein Mitarbeiter der Ruhmeshalle bemerkte sieben verdächtige Männer mit einer großen Sporttasche in der Nähe des Cups. Als er auf die Männer zuging, flüchteten sie nach draußen. Die Polizei fand in ihrem Wagen eine Reihe von Fotos, detaillierte Grundrisszeichnungen der Hall of Fame, sowie die nötige Ausrüstung für einen Raub. Bereits sieben Jahre zuvor war der Sockel der Trophäe aus der Hall of Fame gestohlen worden und erst 1977 aufgrund eines anonymen Anrufes bei der Polizei, gut verpackt im Hinterzimmer einer Reinigung in Toronto wiedergefunden worden.

## Gravuren auf dem Stanley Cup

### Fehlerhafte Gravuren

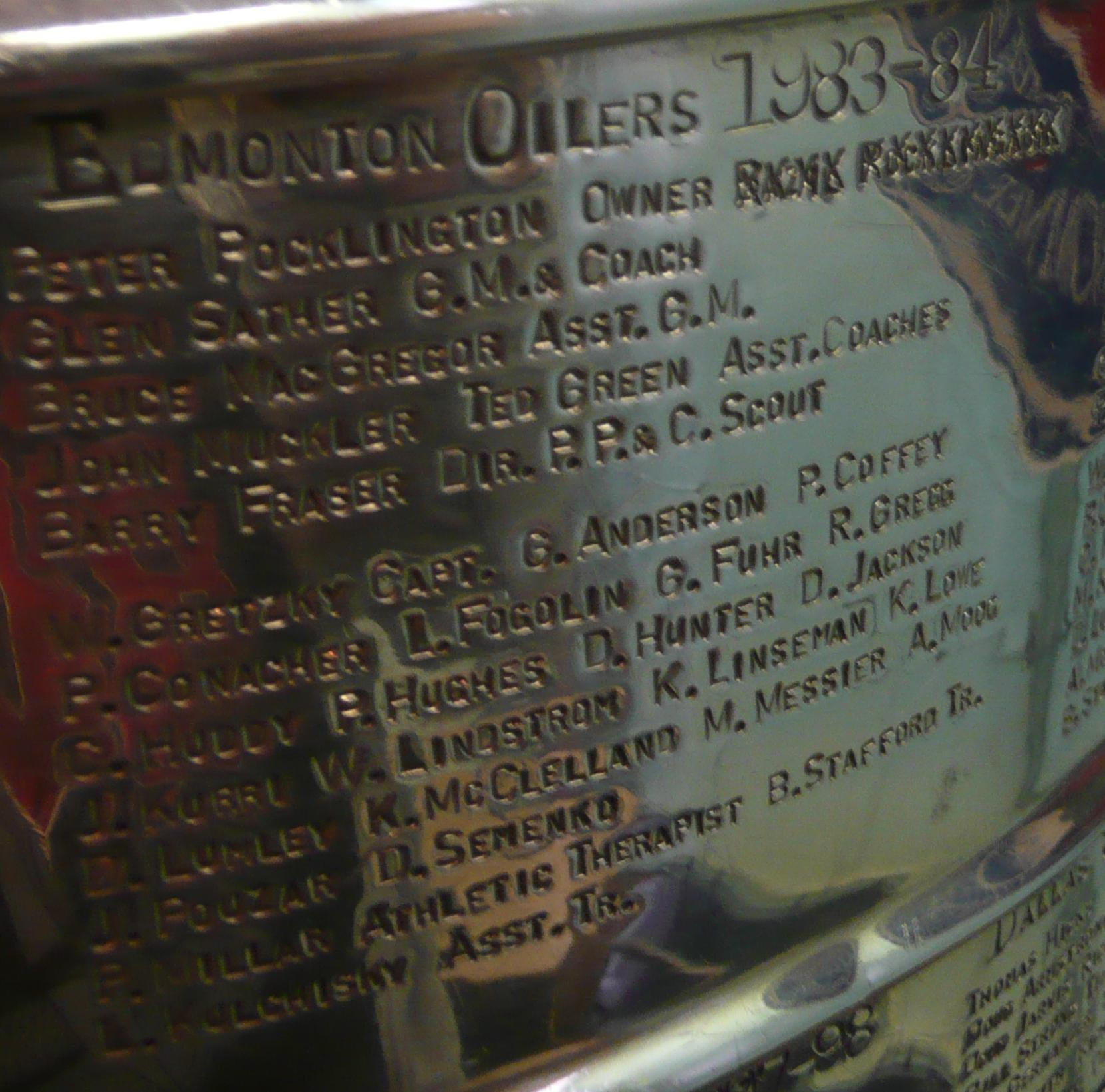
Gravuren der Edmonton Oilers, 1984

Beim Gravieren des Stanley Cups unterliefen auch einige Fehler. So sind einige Spieler des Siegerteams mehrfach eingraviert. 1937/38 steht sowohl Pete Palangio als auch Pete Palagio auf dem Pokal. Auch Turk Broda wurde 1941/42 zusätzlich als Walter Broda aufgeführt. Bei den Namen der Teams unterlief 1962/63 ein Fehler, als statt Toronto Maple Leafs TORONTO MAPLE LEAES graviert wurde, 1971/72 traf es die Boston Bruins als BQSTQN BRUINS und 1980/81 wurden aus den New York Islanders die NEW YORK ILANDERS.
Auch Spielernamen wurden immer wieder falsch eingraviert. Hier traf es 1941 Pat McReavy, dessen Nachname McCeavy geschrieben wurde und aus Theodore Kennedy wurde Kennedyy oder 1946/47 Gaye Stewart, der als Gave eingraviert wurde. Aus Detroits Trainer Tommy Ivan machte man 1951/52 Tommy Nivan, während Alex Delvecchio zu Belvecchio wurde. Bob Gainey steht 1975/76 als Gainy auf dem Pokal. Die fehlerhaften Versionen von Adam Deadmarsh (Deadmarch), Manny Legace (Lagase), Eric Staal (Staaal) und Kris Versteeg (Vertseeg) wurden 2002, 2006 und 2010 berichtigt.
Dreist war der Besitzer der Edmonton Oilers Peter Pocklington, der den Namen seines Vaters Basil 1983/84 mit eingravieren ließ; die NHL ließ den Namen nachträglich mit 16 „x“ überschreiben. Hierin unterscheidet sich auch die authentische Version von der Kopie, die oft in der Hockey Hall of Fame ausgestellt wird. Das Duplikat enthält diesen Fehler nicht.
Kein echter Fehler, aber eine Unachtsamkeit, widerfuhr Jacques Plante, der mit den Canadiens fünfmal in Folge den Cup gewinnen konnte. Sein Vorname ist jedes Mal anders geschrieben oder abgekürzt (J., Jacques, Jac, Jacq und Jaques). Ebenso erging es Dickie Moore, der bei sechs gewonnenen Stanley Cups fünf verschiedene Gravuren aufweist (D. Moore, Richard Moore, R. Moore, Dickie Moore, Rich Moore). Außerdem wurde Hal Winkler bei dem Cupsieg der Boston Bruins im Jahre 1929 auf der Trophäe verewigt, obwohl er in dieser Spielzeit nicht ein Spiel für Boston bestritt.

## Stanley-Cup-Treuhänder
Gemäß Lord Stanleys Regularien unterstand die Trophäe bis zur Abtretung an die NHL jeweils der gemeinsamen Obhut zweier Treuhänder.
Bis heute wurden neun Männer als Stanley-Cup-Treuhänder berufen:
| Treuhänder             | Jahr der Berufung | Jahr des Ausscheidens |
| ---------------------- | ----------------- | --------------------- |
| Sheriff John Sweetland | 1893              | 1907                  |
| Philip Dansken Ross    | 1893              | 1949                  |
| William Foran          | 1907              | 1945                  |
| Cooper Smeaton         | 1946              | 1978                  |
| Mervyn „Red“ Dutton    | 1950              | 1987                  |
| Clarence Campbell      | 1979              | 1984                  |
| Justice Willard Estey  | 1984              | 2002                  |
| Brian O'Neill          | 1987              | 2023                  |
| Ian „Scotty“ Morrison  | 2002              | 2023                  |
| Lanny McDonald         | Seit 2023         |                       |
| Gary Meagher           | Seit 2023         |                       |